# ايمانويل أدلر
ايمانويل أدلر هو عالم سياسة كندي، ولد في 1947.